# Einstiegsgeld
Das Einstiegsgeld (ESG) ist eine Sozialleistung zur Förderung nach Existenzgründung bzw. zur Förderung der Aufnahme einer sozialversicherungspflichtigen Tätigkeit für Bezieher von Bürgergeld nach dem SGB II in Deutschland. Aus wirtschaftspolitischer Sicht handelt es sich um eine Subvention. Das Einstiegsgeld wird als Ermessensleistung gewährt. Es wird zusätzlich zum Arbeitslosengeld II gezahlt. Neben Einstiegsgeld können Bezieher von Arbeitslosengeld II bei Aufnahme oder Ausübung einer selbständigen Tätigkeit für die Beschaffung von Sachgütern auch Leistungen zur Eingliederung von Selbständigen nach § 16c SGB II erhalten.
Bezieher von Arbeitslosengeld nach dem SGB III können zur Erleichterung einer Existenzgründung einen Gründungszuschuss beantragen.

## Rechtliche Grundlagen
Die rechtlichen Grundlagen für das Einstiegsgeld finden sich in § 16b SGB II und der Einstiegsgeld-Verordnung.

## Anspruchsvoraussetzungen
Einstiegsgeld kann zur Überwindung der Hilfebedürftigkeit erwerbsfähigen Hilfebedürftigen bei Aufnahme einer sozialversicherungspflichtigen oder selbständigen Erwerbstätigkeit gewährt werden, wenn dies zur Eingliederung in den allgemeinen Arbeitsmarkt erforderlich ist. Grundsätzlich sind sämtliche Personen förderungsfähig, die die Anspruchsvoraussetzungen der §§ 7ff erfüllen und somit berechtigt sind, Hartz-IV-Leistungen geltend zu machen.
Die Antragstellung muss grundsätzlich vor der tatsächlichen Aufnahme der Erwerbstätigkeit erfolgen. Wenn die Erwerbstätigkeit ohne eine vorherige Antragstellung bereits aufgenommen wurde, ist die Erforderlichkeit zur Gewährung von Einstiegsgeld nicht mehr gegeben.

## Dauer der Förderung
Die Bewilligungsdauer ist auf maximal 24 Monate begrenzt und wird vom Träger der Grundsicherung festgelegt.

## Höhe der Förderung
Bei der Bemessung der Höhe des Einstiegsgeldes soll die vorherige Dauer der Arbeitslosigkeit sowie die Größe der Bedarfsgemeinschaft berücksichtigt werden, in der der erwerbsfähige Hilfebedürftige lebt. Außerdem ist ein Bezug zu der für den erwerbsfähigen Hilfebedürftigen jeweils maßgebenden Regelleistung herzustellen. Die Einstiegsgeldverordnung (ESGV) unterscheidet zwei Arten der Einstiegsgeldbemessung: Die einzelfallbezogene Bemessung (§ 1 ESGV) sowie die pauschale Bemessung (§ 2 ESGV).

### Einzelfallbezogene Bemessung
Bei der einzelfallbezogenen Bemessung wird ein monatlicher Grundbetrag gewährt, dem Ergänzungsbeträge hinzugefügt werden sollen.

#### Grundbetrag
Der Grundbetrag berücksichtigt die für den erwerbsfähigen Hilfebedürftigen jeweils maßgebende monatliche Regelleistung und darf maximal 50 % dieser individuellen Regelleistung betragen. Bei der Bemessung kann festgelegt werden, dass sich die Höhe des Grundbetrages innerhalb des Förderzeitraums in Abhängigkeit von der Förderdauer verändert.

#### Ergänzungsbetrag Arbeitslosigkeit
Bei erwerbsfähigen Hilfebedürftigen, die vor Aufnahme der mit Einstiegsgeld geförderten sozialversicherungspflichtigen oder selbständigen Erwerbstätigkeit bereits zwei Jahre oder länger arbeitslos waren, soll ein Ergänzungsbetrag gezahlt werden. Der Ergänzungsbetrag entspricht 20 % der Regelleistung nach § 20 Abs. 2 Satz 1 SGB II (2023: 502 €). Bei Personen, deren Eingliederung in Arbeit wegen in ihrer Person liegender Umstände erschwert ist, soll der Ergänzungsbetrag bereits nach einer vorherigen Dauer der Arbeitslosigkeit von mindestens sechs Monaten gezahlt werden. Für die Berechnung der Dauer der Arbeitslosigkeit findet § 18 Abs. 2 SGB III entsprechend Anwendung.

#### Ergänzungsbetrag Bedarfsgemeinschaft
Bei erwerbsfähigen Hilfebedürftigen, die mit weiteren Personen in einer Bedarfsgemeinschaft leben, soll je weiterer leistungsberechtigter Person ein Ergänzungsbetrag in Höhe von 10 % der Regelleistung nach § 20 Abs. 2 Satz 1 SGB II (2020: 502 €) gewährt werden.

#### Deckelung
Das Einstiegsgeld darf bei der einzelfallbezogenen Bemessung monatlich einen Gesamtbetrag der Regelleistung nach § 20 Abs. 2 Satz 1 SGB II (2020: 432 €) nicht überschreiten.

### Pauschale Bemessung
Das Einstiegsgeld kann auch pauschal bemessen werden, wenn dies zur Eingliederung von besonders zu fördernden Personengruppen in den allgemeinen Arbeitsmarkt erforderlich ist. Die Höhe ist gesetzlich nicht geregelt und wird vom zuständigen Träger der Grundsicherung festgesetzt. Bei der Bemessung kann festgelegt werden, dass sich die Höhe des Einstiegsgeldes innerhalb des Förderzeitraums in Abhängigkeit von der Förderdauer verändert.
Das Einstiegsgeld darf bei der pauschalen Bemessung monatlich einen Gesamtbetrag von 75 % der Regelleistung nach § 20 Abs. 2 Satz 1 SGB II (2023: 502 €) nicht überschreiten.

## Sozialversicherung
Bezieher von Arbeitslosengeld II sind gemäß § 5 Abs. 1 Nr. 2a SGB V in der gesetzlichen Krankenversicherung und gemäß § 20 Abs. 1 Satz 2 Nr. 2a SGB XI in der sozialen Pflegeversicherung versichert. Zum 1. Januar 2011 hat sich für Bezieher von Arbeitslosengeld II (Hartz-IV) die Absicherung in der gesetzlichen Rentenversicherung geändert: Sie sind nicht mehr in der gesetzlichen Rentenversicherung versichert.

## Steuerliche Behandlung
Das Einstiegsgeld gehört nicht zum steuerpflichtigen Einkommen und unterliegt auch nicht dem Progressionsvorbehalt.